# Скоростная дорога Пекин — Шанхай
Скоростная автодорога Пекин — Шанхай связывает север Пекина и центральное побережье Шанхая. Имеет длину 1230 км. Была открыта в начале 2000-х годов. Дорога идёт от Пекина по тому же маршруту, что и Цзиньтаньская автотрасса, но затем их пути расходятся в городе Тяньцзинь.
Поездка по этой дороге из Пекина в Шанхай занимает десять часов.

## Маршрут
Пекин - Тяньцзинь - Чанчжоу - Дэчжоу - Цзинань - Тайань - Линьи - Хуайань - Цзяньинь - Уси - Сучжоу - Шанхай